# Commandos de Provence
 (avril 2017).
Si vous disposez d'ouvrages ou d'articles de référence ou si vous connaissez des sites web de qualité traitant du thème abordé ici, merci de compléter l'article en donnant les références utiles à sa vérifiabilité et en les liant à la section « Notes et références ».
Le Groupe des Commandos de Provence, est une ancienne unité de l’armée de terre française, créée en septembre 1944 et dissoute en janvier 1945 afin de constituer le 6e Bataillon de Choc.

## Création et différentes dénominations
- 04/09/44 : Commando de Provence
- 05/01/45 : devient le 6e Bataillon de Choc
- 01/10/45 : devient, avec le 5e Bataillon de Choc, le 2e Bataillon du 1er RICAP qui deviendra par la suite le 2e bataillon parachutiste de choc

Le Groupe de Commandos de Provence est formé, à partir du 1er septembre 1944, par des unités para-militaires de la résistance venant de différents maquis de la Provence, entre autres, Aix-en-Provence, Gardanne, Eguilles, Noves, etc., près de 600 volontaires sont dénombrés pour s'engager dans cette unité.Parmi ces candidats se trouvaient des officiers d'active, dont le commandant de Courson de Villeneuve, celui-ci était à la tête d'un maquis et décida de rester avec ses hommes, il prit le commandement du Groupement, secondé par le capitaine de Barberin.Le Groupement fut rassemblé à la caserne Miollis, à Aix en Provence, afin de suivre une formation militaire accélérée, jusqu'à la fin septembre 1944. Dans le même temps la structure du Groupement fut réorganisée dans le but de fusionner avec les Commandos d'Afrique, tout en gardant l'appellation Commandos de Provence.
Note : créées en juin 1943 en Algérie, les formations dites de choc, aptes à mener des actions de guérilla ou de commandos et chargées d’apporter leur aide aux organisations de résistance en France, sont regroupées début 1945 en trois groupements de bataillons de choc ou groupements de choc comportant deux bataillons chacun :
- 1er groupement de bataillons de choc commandé par le lieutenant-colonel Gambiez 
  - le 1er bataillon de choc composé du bataillon de choc (qui prend le numéro 1)
  - le 3e bataillon de choc composé des commandos de France
- 2e groupement de bataillons de choc commandé par le commandant Quinche 
  - le 2e bataillon de choc composé du bataillon Janson de Sailly (ou bataillon de Gayardon)
  - le 4e bataillon de choc composé du commando de Cluny
- 3e groupement de bataillons de choc commandé par le lieutenant-colonel Bouvet
  - le 5e bataillon de choc composé des commandos d'Afrique
  - le 6e bataillon de choc composé des commandos de Provence (dit Commando de COURSON)

## Composition
Le Groupe de commandos de Provence est composé de volontaires des différents maquis de la Résistance en Provence.

## Seconde Guerre mondiale
Les Commandos de Provence aux ordres du Commandant de COURSON de VILLENEUVE est alors constitué avec l'apport des FFI rassemblés dans la région d’Aix-en-Provence. Il vient renforcer le Groupe de Commandos d’Afrique stationné à Marseille du 16 septembre au 6 octobre 1944.
Le 10 octobre 1944, les Commandos font mouvement vers le Jura et établissent leur cantonnement à Salins-les-Bains, à Marnoz puis à Authoison). Du 16 au 26 octobre 1944 ils prennent part aux combats dans les Vosges dans la forêt de Cornimont (La Grosse Pierre, le Brûleux, le Haut de Tomteux).
Après une nouvelle période d'entrainement à Salins-les-Bains, les Commandos de Provence auprès des Commandos d'Afrique sont engagés du 18 au 22 novembre dans les combats pour la libération de Belfort :
- 17 au 20 : Chagey – Chalonvillars,
- 20 : prise du fort de Salbert et combats à Cravanche, Belfort, Valdoie,
- 21 : combats du carrefour du Martinet (à l’entrée d’Offemont) et d’Offemont,
- 22 : combats du Bois d’Arsot[4].

En décembre 1944 l'unité prend ses cantonnements à Giromagny.
Début 1945, l’amalgame des Commandos de Provence et des FFI parisiens du bataillon Désiré se poursuit. Le 5 janvier, le groupe de Commandos d’Afrique forme le 5e bataillon de choc aux ordres du Commandant Ducournau tandis que les Commandos de Provence deviennent le 6e bataillon de choc (Commandant de COURSON de VILLENEUVE). L’ensemble, aux ordres du lieutenant-colonel Bouvet, constitue le 3e Groupement de Choc.
Du 19 janvier au 6 février 1945, les Chocs sont engagés en Alsace  dans les combats de réduction de la poche de Colmar :
- 21 janvier : attaque de Cernay,
- 25 au 6 février : libération de Guebwiller et de Buhl.

De retour à Giromagny le 14 février, un détachement s'entraîne sur le Doubs puis sur le Rhône entre le 28 février et le 16 mars, en vue du franchissement du Rhin. L'unité effectue dans la nuit du 17 au 18 mars un raid de commando dans le secteur de Kembs (va-et-vient sur le Rhin), puis à nouveau, le 8 avril, dans celui de Nambsheim et de Kembs.
Le groupe de Commandos entre en Allemagne et franchit le Rhin à Kehl et Neuf-Brisach le 23 avril 1945. Il est engagé dans un nouveau raid le 24 en face d’Istein (60 hommes), puis, le 25, les hommes combattent à Eisenbach et au col de Wieden Eck (Allemagne)[Où ?]. Les 27 et 30 avril l'unité est impliquée dans le nettoyage des régions de Belchen et du Feldberg, et le 8 mai dans celui de la région de Schushsen (Allemagne)[Où ?].
Le 6 septembre 1945, le commandant Ducournau prend le commandement du 3e groupement de choc et entame les opérations de démobilisation. Le 1er novembre, le 3e Groupement de choc est dissout et devient le 2e bataillon du  1er RICAP qui deviendra à son tour le 2e bataillon parachutiste de choc.

## Traditions

### Devise
La devise du Commando de Provence est « TÊTE HAUTE », celle-ci est gravée sur l'insigne de l'Unité.

### Insigne
Sous forme de blason avec, en haut, la devise « TÊTE HAUTE » en lettres rouges sur fond de métal ; le reste du blason comporte quatre bandes verticales de couleur rouge sur fond jaune ; en son centre est disposée une croix de Lorraine de couleur métal au centre d'une étoile noire à cinq branches qui est disposée elle-même au centre de la silhouette de la France de couleur métal.

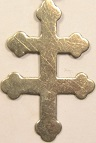
Insigne de béret
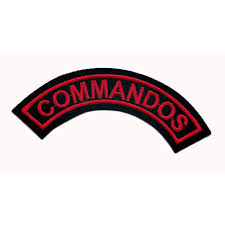
Insigne de manche
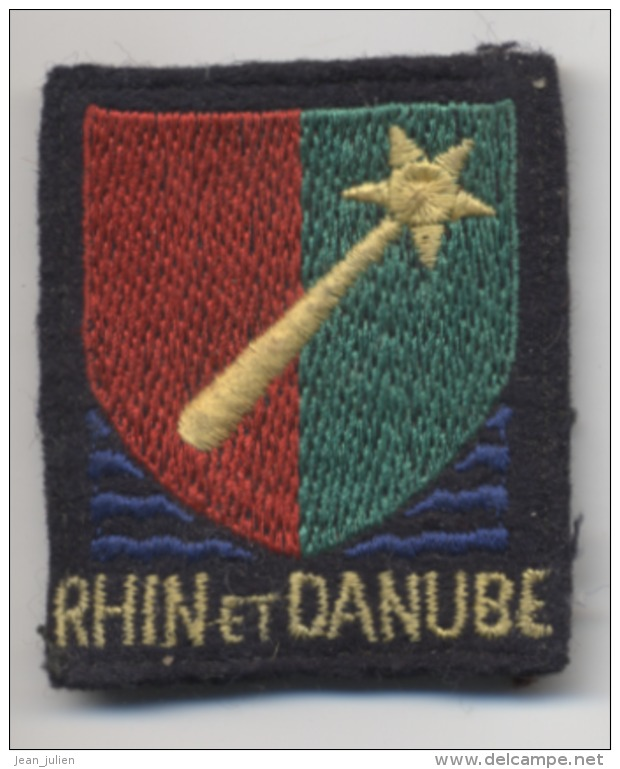
Insigne de manche

## Chefs de corps
- 1944 :  Commandant de COURSON de VILLENEUVE.
- 15 janvier 1945 : chef de bataillon Ducournau
- 6 septembre 1945 : chef de bataillon Farret

## Personnalités ayant servi au sein du bataillon
- Jean Emile FARJON de Châteaurenard, Médaille de la Résistance par décret du 6 Septembre 1945. Il avait 21 ans.

- Achille louis DEURRIEU de Barbentane: il s'engage comme aumônier au 1er spahi dans le Groupe Commandos Courson (commandos d'Afrique) le 24 octobre 1944, il est cité à l'ordre de sa brigade le 28 janvier 1945 : "il a été un des premiers à entrer à Belfort le 20 novembre 1944, a montré dans les combats des jours suivants autant de courage et de sang-froid, toujours en première ligne, est un exemple pour tous ". Il est démobilisé le 14 septembre 1945. Il est titulaire de la Croix de guerre avec étoile de bronze. Médaille coloniale, agrafe Maroc.

- Sergent GAILLARD Jean, né le 15 juillet 1925 décédé le 17 novembre 2009, engagé volontaire au Commando de Provence le 1er septembre 1944, démobilisé du 1er RICAP le 9 mars 1946[6].
- jPaul Gaillardet de Noves
- Albéric Laurent d'Aix-en-Provence, mort à Cernay lors de la bataille dite de la "Poche de Colmar"[7].

## Monuments et plaques commémoratives
- Offemont (novembre 1944) : « Passant souviens-toi Ici du 20 au 23 novembre 1944 sont tombés 40 Officiers, Sous-Officiers et volontaires du Groupe de Commandos d'Afrique et de Provence. » Texte de la stèle commémorative du groupe de Commandos d'Afrique et de Provence d'Offemont (novembre 1944)
- Cernay (janvier 1945)

## Sources et bibliographie
- Patrick de Gmeline, Commandos d’Afrique : De l’Île d’Elbe au Danube, Paris, Presses de la Cité, coll. « Troupes de choc », mars 1980, 335 p. (ISBN 2-258-00685-6)
- Collectif, Histoire des parachutistes français Tomes 1 et 2, éditions Société de production littéraire, 1975.
- Les Commandos d'Afrique du général Bouvet, article paru en 1966 dans la revue Historia magazine no 74.
- Mon auto-biographie, ouvrage créé en 1999 par M. GAILLARD Jean Désiré, Résistant puis Agent de liaison (Sergent) au sein des Commandos de Provence.
- Dictionnaire des poilus Barbentanais